# LQ Весов
LQ Весов (лат. LQ Librae) — одиночная переменная звезда в созвездии Весов на расстоянии (вычисленном из значения параллакса) приблизительно 9500 световых лет (около 2913 парсеков) от Солнца. Видимая звёздная величина звезды — от +13m до +11,9m.

## Характеристики
LQ Весов — пульсирующая переменная звезда типа RR Лиры (RRAB).